# 山本早苗
山本 早苗（やまもと さなえ、1898年2月6日 - 1981年2月8日）は、日本の映画監督、映画プロデューサー、作画監督、撮影監督、アニメーション作家であり、実業家である。戸田 早苗（とだ さなえ）、山本 善次郎（やまもと ぜんじろう）とも称する。

## 人物・来歴
1898年（明治31年）2月6日、千葉県の農家に生まれる。東京市浅草区（現在の東京都台東区浅草）の呉服屋に丁稚奉公に出されるも、画業への希望を捨てられず新聞配達をしながら川端画学校に学ぶ。
1917年（大正6年）に日活向島撮影所で日本初のアニメーション製作を始めた北山清太郎に師事する。1921年（大正10年）に北山清太郎が設立した北山映画製作所に参加、1924年（大正13年）には同社製作の『教育お伽漫画 兎と亀』を作画・演出する。1925年（大正14年）には、独立して「山本漫画映画製作所」（東京漫画倶楽部）を設立、第1作『教育線画 姨捨山』を製作する。
1945年（昭和20年）9月10日、山本は連合国軍最高司令官総司令部に赴き、ロバート・キング・ホール・ジュニアに会い、アニメーションのサンプルを見せて製作への援助を申し出た。武蔵野音楽学校（現在の武蔵野音楽大学）に設置された仮スタジオに案内し、承諾を得、同年10月、株式会社新日本動画社を設立、山本は社長に就任する。古沢日出夫、政岡憲三、村田安司らがこれに参加する。翌11月には村田が主導して経理畑の人間がトップに就任、日本漫画映画と社名を変更、山本は企画部長となる。同社は、政岡監督、山本製作による『桜』を完成するが公開は果たせず、1947年（昭和22年）8月、政岡とともに同社を退社する。
退社とともに、政岡憲三らと日本動画株式会社を設立、新宿区原町の成城中学校・高等学校の空き校舎をスタジオとし、山本は社長に就任する。撮影技師にのちに監督になる藪下泰司、倒産した日本漫画映画から合流した大工原章、古沢日出夫、福井英一、そして木村角山の京都映画社から熊川正雄が参加した。第1作は『すて猫トラちゃん』、東宝教育映画部が配給し、同年9月に公開される。同社の正式な設立は1948年（昭和23年）1月23日である。
アニメーション業界環境は厳しく、1950年（昭和25年）に同社は全スタッフの一時解雇を余儀なくされ、山本はこれを決意、政岡はこれをもって引退した。1952年（昭和27年）8月、同社は、東宝図解映画（前身はゼーオー・スタヂオ漫画部およびピー・シー・エル映画製作所漫画部）を吸収合併し「日動映画株式会社」と商号を変更する。その後、東映が同社を買収、1956年（昭和31年）7月に日動映画株式会社から東映動画株式会社（現在の東映アニメーション）へ商号変更、山本は東映動画の取締役になった。
1964年（昭和39年）、東映動画を退社、山本アニメーション研究所、のちのチルドレンズ・コーナーを設立、東映動画の下請け製作を行った。1966年（昭和41年）には、スタジオ・ゼロと共同で毎日放送から、テレビアニメ『おそ松くん』を受注製作する。1967年（昭和42年）3月19日、同作の放映が終了、同月19日には『たぬきさん大当り』が公開されたのを最後に、チルドレンズ・コーナーを引退する。
1981年（昭和56年）2月8日、死去した。満83歳没。

## フィルモグラフィ
1920年代
- 『教育お伽漫画 兎と亀』 : 製作北山映画製作所、配給ナカジマ活動写真部、1924年公開 - 演出・作画（「戸田早苗」名義）[2]
- 『教育線画 姨捨山』 : 製作東京漫画倶楽部、1925年公開 - 演出・作画（「戸田早苗」名義）[2]
- 『線畫 つぼ』 : 製作山本漫画製作所、1925年公開 - 作画（「山本早苗」名義）[2]
- 『病毒の伝播』 : 製作山本漫画製作所、1926年公開 - 作画（「山本早苗」名義）[2]
- 『福の神と貧乏神』 : 1927年公開
- 『七つの夢』 : 1927年公開
- 『大和魂』 : 製作極東映画、1927年8月10日公開 - 監督（「山本早苗」名義）
- 『働き者』 : 製作極東映画、1928年公開 - 監督（「山本早苗」名義）
- 『お伽噺 日本一 桃太郎』 : 撮影相原隆昌、製作タカマサ映画社、1928年公開 - 作画（「山本早苗」名義）[2]
- 『一寸法師』 : 1928年公開
- 『土瓶のゆくへ』 : 1929年公開
- 『衛生いろはかるた』 : 1929年公開
- 『日本マンガ 太郎さんの冒険撮影』 : 撮影相原隆昌、製作タカマサ映画社、1929年公開 - 作画（「山本早苗」名義）[2]
- 『アルキメデスと黄金の王冠』 : 演出・作画金井木一路、製作東京線画フィルム、1929年2月18日公開 - 作画（「山本早苗」名義）

1930年代
- 『馬の寄生虫』 - 製作
- 『暁の空』
- 『朗らかな朝』
- 『家畜は農家の宝』 : 配給フヂワラフィルムラボラトリー - 製作
- 『牛の仇討』 : 配給フヂワラフィルムラボラトリー、1930年公開 - 製作
- 『愛馬の誉』 : 配給フヂワラフィルムラボラトリー、1930年公開 - 製作
- 『五一ぢいさん』 : 製作文部省、1930年公開 - 作画（「山本早苗」名義）[2]
- 『兄弟こぐま』 : 製作文部省、1932年公開 - 作画（「山本早苗」名義）[2]
- 『とのちゃんのいたずら』 : 製作日本電報通信社、1934年公開 - 作画
- 『無敵正義軍』 : 1936年公開
- 『おいらの非常時』 : 製作日本電報通信社活動写真部、1936年2月20日公開 - 演出・作画（「山本早苗」名義）[2]
- 『漫画のマン吉 (亀さんの報恩)』 : 製作日本電報通信社映画部、1937年公開 - 作画・演出
- 『源九郎義経』 : 製作奥商会、1938年公開

1940年代
- 『狐の小父さん』 : 1940年公開 - 作画・演出
- 『なまけぎつね』 : 製作文部省、1941年 - 作画（「山本早苗」名義）[2]
- 『敵機来らば』 : 製作三幸商会、1942年6月11日公開 - 演出・作画・撮影（「山本早苗」名義）[2]
- 『スパイ撃滅』 : 製作三幸商会、1942年7月16日公開 - 演出・作画・撮影（「山本早苗」名義）
- 『お山の総動員』 : 製作加治商会、1942年9月3日公開 - 監督・撮影（「山本早苗」名義）[2]
- 『子宝行進曲』 : 製作加治商会、1942年9月10日公開 - 演出・作画・撮影（「山本早苗」名義）[2]
- 『桜』 : 監督政岡憲三、製作日本漫画映画、1946年完成 - 製作（「山本早苗」名義）
- 『すて猫トラちゃん』 : 監督政岡憲三、製作日本動画、配給東宝教育映画部、1947年9月公開 - 製作（「山本早苗」名義）
- 『トラちゃんと花嫁』 : 監督政岡憲三、製作日本動画、1948年2月公開 - 製作（「山本早苗」名義）
- 『動物大野球戦』 : 監督藪下泰次・熊川正雄、製作日本動画、配給東宝教育映画部、1949年12月完成 - 「山本善次郎」名義
- 『ポッポやさんののんき駅長』 : 監督熊川正雄、製作日本動画映画、配給東宝教育映画部、1948年10月公開 - 製作（「山本早苗」名義）

1950年代
- 『小人と青虫』 : 監督古沢秀雄、製作日本動画、配給東宝教育映画部、1950年12月公開 - 製作（「山本早苗」名義）
- 『お天気学校』 : 監督古沢日出夫、製作東宝教育映画部/日本動画社、1952年公開 - 製作（「山本早苗」名義）
- 『ありとはと』 : 監督湯原甫、製作日動映画、配給教育映画配給社、1953年8月公開 - 製作（「山本早苗」名義）
- 『子うさぎものがたり』 : 監督森康二、製作日動映画、1954年3月公開 - 製作（「山本早苗」名義）
- 『うかれバイオリン』 : 監督藪下泰司、製作日動映画、1955年10月公開 - 企画（「山本早苗」名義）
- 『一寸法師』 : 監督藪下泰司、製作日動映画、1956年5月公開 - 製作（「山本早苗」名義）
- 『こねこのらくがき』 : 監督藪下泰次、製作東映教育映画部、1957年5月13日公開 - 企画（「山本早苗」名義）
- 『夢見童子』 : 監督蕗谷虹児、製作東映教育映画部、1958年4月5日公開 - 企画（「山本早苗」名義）
- 『白蛇伝』 : 監督藪下泰司、製作東映動画、配給東映、1958年10月22日公開 - 企画（「山本早苗」名義）
- 『少年猿飛佐助』 : 監督藪下泰司・大工原章、製作東映動画、配給東映、1959年12月25日公開 - 企画（「山本早苗」名義）

1960年代
- 『西遊記』 : 監督藪下泰司・手塚治虫・白川大作、製作東映動画、配給東映、1960年8月14日公開 - 動画監修（「山本早苗」名義）
- 『安寿と厨子王丸』 : 監督藪下泰司・芹川有吾、製作東映動画、配給東映、1961年7月19日公開 - 動画監修（「山本早苗」名義）
- 『アラビアンナイト シンドバッドの冒険』 : 監督藪下泰司・黒田昌郎、製作東映動画、配給東映、1962年6月16日公開 - 動画監修（「山本早苗」名義）
- 『わんぱく王子の大蛇退治』 : 監督芹川有吾、製作東映動画、配給東映、1963年3月24日公開 - 動画監修（「山本早苗」名義）
- 『わんわん忠臣蔵』 : 監督白川大作、製作東映動画、配給東映、1963年12月21日公開 - 監修（「山本早苗」名義）
- 『ガリバーの宇宙旅行』 : 監督黒田昌郎、製作東映動画、配給東映、1965年3月20日公開 - 監修（「山本早苗」名義）
- 『おそ松くん』 : チーフ演出永沢詢、チルドレンズ・コーナー/毎日放送、1966年2月5日 - 1967年3月25日放映 - 製作（「山本善次郎」名義）
- 『たぬきさん大当り』 : 監督ジョージ・M・リード・熊川正雄、製作東映動画、配給東映、1967年3月19日公開 - 企画（「山本早苗」名義）
- 『かみなり坊やピッカリ・ビー』 : 原作ムロタニツネ象、監督光延博愛、脚本吉田喜昭、毎日放送/チルドレンズ・コーナー/放送動画制作、1967年4月1日 - 1968年3月30日放映

## ビブリオグラフィ
- 『うかればいおりん』、幼児教育紙芝居研究会、東京画劇社、1952年8月 - 画
- 『漫画映画と共に 故山本早苗氏自筆自伝より』、宮本一子、1982年3月 - 自伝